# Ernst & Young
Ernst & Young Global Limited, comumente conhecida como Ernst & Young ou simplesmente EY, é uma empresa multinacional de serviços profissionais com sede em Londres, Inglaterra, Reino Unido. A EY é uma das maiores empresas de serviços profissionais do mundo. Juntamente com Deloitte , KPMG e PricewaterhouseCoopers, é considerada uma das quatro grandes empresas de contabilidade. Fornece serviços de Consultoria, Auditoria, Impostos e Transações para os setores automotivo, financeiro, governamental, de entretenimento, mineração, imobiliário, de tecnologia e de telecomunicações.
A EY opera como uma rede de firmas-membro que estão estruturadas como entidades legais separadas em uma parceria, com mais de 270.000 funcionários espalhados por mais de 700 escritórios em 150 países em todo o mundo. A empresa atual foi formada em 1989 pela fusão de duas empresas de contabilidade; Ernst & Whinney e Arthur Young & Co.
Em 2019, a EY foi classificada como a sétima maior organização privada do mundo. A EY é classificada como uma das 100 Melhores Empresas para se Trabalhar, segundo lista divulgada pela revista Fortune. 

## História da empresa
A história da EY remete ao século XIX,quando os empreendedores Arthur Young (1863–1948) e Alwin C Ernst (1881–1948) fundaram, cada um, uma empresa.
Arthur Young nasceu em Glasgow, na Escócia. Formou-se em Direito, mas logo se interessou por finanças e investimentos. Em 1890, mudou-se para os Estados Unidos em busca de uma oportunidade como contador. Em 1906, fundou a firma de contabilidade Arthur Young & Company com seu irmão Stanley.
Alwin C Ernst nasceu em Cleveland, nos Estados Unidos. Depois de terminar a escola, trabalhou como bibliotecário. Em 1903, ele e seu irmão Theodore formaram a Ernst & Ernst, uma pequena empresa pública de contabilidade.
Ambos entendiam a importância das pessoas para seus negócios. Em 1920, a filosofia operacional da Ernst & Ernst era: “O sucesso da Ernst & Ernst depende totalmente do caráter, da habilidade e do trabalho dos homens e mulheres que formam a organização”. Young apoiava o desenvolvimento de seus profissionais. Na década de 20, criou uma escola de funcionários e, nos anos 30, a empresa foi a primeira a recrutar pessoas em universidades.
As duas empresas entraram para o mercado global. Ainda em 1924, aliaram-se com duas firmas britânicas: Young com a Broads Paterson & Co e Ernst com a Whinney Smith & Whinney. Essas alianças seriam a primeira de muitas para as duas empresas, que logo depois abriram escritórios ao redor do mundo para atender seus clientes internacionais.
AC Ernst e Arthur Young nunca chegaram a se encontrar e morreram com alguns dias de diferença, em 1948. Em 1989, as empresas que fundaram uniram-se e formaram a Ernst & Young, empresa global de consultoria e serviços profissionais.
Em 2013, a Ernst & Young passou a se chamar EY em todo o mundo e mudou o slogan para Building a Better Working World, "Construir um mundo de negócios melhor."
Na década de 90 a empresa apoiou o governo norte-coreano em elisão fiscal.

## Fusões
Em agosto de 2010, a EY anunciou a aquisição da Terco, empresa brasileira de auditoria e consultoria,fundada por Mauro Terepins e Raul Correa da silva em 1982.. que até então representava a americana Grant Thornton no Brasil fundada por Mauro Terepins e Raul Correa da silva em 1982.. A companhia, então, adotou o nome de Ernst & Young Terco (EYT). Em 2013, após a conclusão da integração entre as companhias, a empresa passou a se chamar EY, como no resto do mundo. Em 2012, a EY adquiriu a Axia Value Chain, consultoria brasileira especializada em gestão empresarial.

### No Brasil
No Brasil, a EY conta com quase 5 mil profissionais, dispostos em escritórios nas cidades de Blumenau, Brasília, Belo Horizonte, Campinas, Curitiba, Fortaleza, Goiânia, Porto Alegre, Recife, Rio de Janeiro, Salvador e São Paulo. Foi eleita como uma das 25 melhores empresas para trabalhar, de acordo com a consultoria Great Place to Work, em 2012. No ano fiscal de 2013, a EY faturou globalmente US$ 25,8 bilhões. No Brasil, ultrapassou a marca de R$ 1 bilhão em receita bruta.

### Apoio ao empreendedor
Empreendedor do Ano, criado nos Estados Unidos em 1986, é realizado em mais de 60 países. No Brasil, foi lançado em 1998 e reconhece anualmente os empreendedores de destaque no país.
Winning Women, o programa, que teve início em 2007 nos Estados Unidos, ocorre desde 2012 no Brasil, apoiando o empreendedorismo feminino. A EY seleciona executivas que lideram empresas com alto potencial de crescimento e promove um programa de coaching e relacionamento.
Women Athletes Business Network, lançado em 2013, o programa dá suporte, treinamento e mentoring para atletas femininas que já encerraram suas carreiras esportivas.
CEO Summit, o programa é realizado em colaboração com a Endeavor, é uma série de eventos que acontecem anualmente, e em diversas capitais do Brasil, onde empreendedores, investidores e executivos brasileiros debatem temas como a expansão para novos mercados, desafios e melhores práticas de gestão em empresas.
Programa de Trainnes, o programa é realizada anualmente, com vagas para as áreas de consultoria, auditoria, transações corporativas e impostos, em todos os escritórios que a empresa possui no Brasil. O programa é destinado a estudantes universitários do penúltimo ano ou recém-formados nos cursos de administração de empresas, ciências atuariais, ciências contábeis, direito, economia, engenharia , estatística, cursos de TI, matemática e relações internacionais.
Universidade Corporativa, desde 2007, a EY University oferece aos profissionais da empresa cursos em diversas áreas. Em 2009, 2010, 2011 e 2013, a EY University foi eleita a melhor universidade corporativa brasileira, pelo International Quality and Productivity Center (IQPC).

#### Museu
Ernst & Young inaugurou, no último dia 22 de junho de 2015, o Museu EY. O espaço de 10 m2 faz parte das instalações da universidade corporativa da empresa, a EY University (EYU) nos Estados Unidos. Compõem o acervo quase 100 peças entre fotos históricas, placas de prêmios e certificados que marcaram a história da empresa desde suas origens, no início do século XX, até os dias atuais.
O museu também aborda a trajetória da companhia no Brasil, desde sua chegada ao País em 1959, ainda com o nome Ernst & Whinney, até hoje, com o apoio oficial aos Jogos Olímpicos do Rio de Janeiro. O evento de inauguração contou com a participação do CEO da EY no Brasil, Jorge Menegassi e do diretor da EYU, Armando Lourenzo.

## Controvérsias

##### Programa de treinamento sexista
Em outubro de 2019, o jornal HuffPost publicou uma matéria sobre um seminário de treinamento "Power-Presence-Purpose" em Nova Jersey, supostamente criado para empoderar funcionárias, mas que, conforme caracterizado pelo HuffPost, estava "cheio de conselhos desatualizados". As mulheres foram orientadas a se concentrar em sua aparência, a não mostrar muita pele e a não falar demais. Uma participante afirmou que era basicamente um exercício de "desprezo pelas mulheres". "Você tem que oferecer seus pensamentos de uma maneira benigna... Você tem que ser a esposa perfeita... Pareciam estar sendo transformadas em pessoas super sorridentes, que nunca confrontam ninguém", ela disse. Em 2021, a EY concordou em pagar ao estado de Nova Jersey US$ 100.000 e em criar uma bolsa de estudos de US$ 500.000 depois de o programa ter sido investigado, para resolver as alegações de que a EY violou a lei estadual contra discriminação.

##### Direitos trabalhistas
Em abril de 2021, um auditor da EY que trabalhava no escritório de Barcelona enviou e-mail a seus gerentes reclamando das longas horas de trabalho que tinha que cumprir, que chegavam às vezes a 84 horas semanais.

##### Revisão da Cultura de Elizabeth Broderick & Co.
Em julho de 2023, uma investigação independente da cultura corporativa da EY, realizada pela ex-comissária australiana para discriminação sexual, Elizabeth Broderick, foi divulgada após o suicídio de um auditor no escritório da EY em Sydney, em agosto de 2022. Mais de 4.500 participantes dos escritórios na Austrália e na Nova Zelândia participaram por meio de pesquisas online, entrevistas, registros escritos e sessões de escuta em grupo. O relatório revelou que 15% dos funcionários enfrentaram episódios de bullying, assédio sexual ou racismo. O relatório também detalhou as longas horas de trabalho, com cerca de dois em cada cinco funcionários considerando pedir demissão devido à jornada exaustiva e 46% dos entrevistados relatando que sua saúde foi negativamente impactada por longas jornadas. A revisão cultural revelou que mais de 31% dos funcionários da EY trabalhavam rotineiramente mais de 51 horas por semana, e 11% dos funcionários trabalhavam mais de 61 horas por semana de forma rotineira.  Em abril de 2024, a EY pediu desculpas por sua cultura de trabalho e afirmou que iniciou um programa "piloto de compensação com tempo de descanso" e vem fazendo "progressos significativos" nas outras recomendações do relatório.

##### Morte de Anna Sebastian Perayil
Anna Sebastian Perayil, uma contadora de 26 anos, morreu em julho de 2024, quatro meses após começar a trabalhar na filial da EY em Pune, Índia. Sua família alegou que sua morte foi causada por estresse decorrente do excesso de trabalho, presenteísmo e exaustão. Sua morte gerou indignação e um debate nacional sobre a cultura de trabalho tóxica na Índia. Shobha Karandlaje, Ministra de Estado para o Ministério do Trabalho e Emprego, disse em uma postagem no X que seu ministério investigaria a denúncia. Outros líderes políticos, como o vice-ministro-chefe de Maharashtra, Ajit Pawar, e o líder do Partido Bharatiya Janata, Rajeev Chandrasekhar, expressaram pesar e apoio à investigação.

## Rio 2016
Desde janeiro de 2012, a EY presta serviços de consultoria ao Rio 2016 nas áreas de apoio à gestão, planejamento, organização e administração financeira, sustentabilidade e TI.